# Babylon Zoo
Babylon Zoo — британский проект музыканта, певца, писателя и продюсера Джаса Манна. Самая известная композиция группы Spaceman разошлась более чем миллионным тиражом только в 1996 году.

## История
Джас Манн (настоящее имя Джасвиндер Манн (Jaswinder Mann)) — основатель Babylon Zoo, англичанин индийского происхождения родился в Дадли 24 апреля 1971 года. В молодости Джас увлекался спортом: играл в футбол, теннис и крикет, но потом его основным пристрастием стала музыка. Первая группа Джаса The Glove Puppets появилась, когда ему было 15 лет, она выпустила один сингл, но дальше этого дело не пошло. Следующая группа Манна, где он был вокалистом, называлась The Sandkings. C ней Джас записал несколько пластинок и выступал вместе с такими группами, как Happy Mondays и Stone Roses. The Sandkings пользовались некоторой популярностью, однако у Джаса не сложились отношения с коллегами из-за других взглядов на развитие музыки.
Новая группа, где Манн являлся уже полноправным лидером называлась Babylon Zoo. В 1993 г. группа записала трёхтрековое демо, попавшее в руки Клайва Блэка с Phonogram Records, группа получила контракт, который в связи с переходом Блэка в WEA пришлось перезаключить. К 1995 году основной материал дебютного альбома был готов и фирма даже напечатала обложку для первого сингла Fire Guided Light. Однако Блэк ещё раз перешёл к другому лейблу, на этот раз к EMI, и вновь потащил за собой своих фаворитов. Дата официального релиза была отложена, однако композиция Spaceman успела просочиться в эфир.
Джинсовый концерн Levis заинтересовался песней, написанной Манном для научно-фантастического фильма Spaceman Sub-Organic Mutation, и они сделали из неё рекламный джингл. Левисовскую рекламу стали показывать на британском TV в конце 1995 года, при том, что сингл Spaceman поступил в продажу только 15 января 1996 года.
Группе удалось удачно соединить электронное звучание с роком, сингл взял штурмом национальные чарты более 20 стран и с ходу угодил на первое место. Только за первую неделю продаж разошлось свыше 500 000 копий пластинки, и таким образом Babylon Zoo побили рекорд, ранее установленный Джорджем Майклом.
После выхода сингла Spaceman появляется дебютный альбом The Boy With The X-Ray Eyes также принятый очень тепло. Его тираж превысил миллион экземпляров, с помощью ещё двух синглов Animal Army и The Boy With The X-Ray Eyes.
На удивление, после столь успешного дебюта начались проблемы с издателем. Продюсер Блэк ушёл и из EMI, а без него фирма отказалась выделять необходимые средства на промоушен.
В 1998 году вышел изданный с другим продюсером второй альбом King Kong Groover. Сингл All The Money`s Gone в начале 1999 года был удостоен лишь 46 места в британском хит-параде.
Несмотря на то, что у Джаса Манна с EMI был заключён контракт на 7 альбомов, дело спустили на тормозах и о Babylon Zoo быстро забыли. Сам Манн без поддержки своего лейбла уехал работать в Индию в аналог Красного Креста.
В 2005 году появилась информация о возможном выходе третьего альбома группы Cold Clockwork Doll.

## Дискография

### Альбомы
| Название                    | Издано | Позиция в чарте |
| --------------------------- | ------ | --------------- |
| The Boy with the X-Ray Eyes | 1996   | 6 UK (Platinum) |
| King Kong Groover           | 1999   | N/A             |

### Синглы
| Год  | Композиция                    | UK Singles Chart  | Альбом                      |
| ---- | ----------------------------- | ----------------- | --------------------------- |
| 1995 | «Spaceman»                    | 1                 | The Boy with the X-Ray Eyes |
| 1996 | «Animal Army»                 | 17                | The Boy with the X-Ray Eyes |
| 1996 | «The Boy with the X-Ray Eyes» | 32                | The Boy with the X-Ray Eyes |
| 1999 | «All The Money’s Gone»        | 46                | King Kong Groover           |
| 1999 | «Honaloochie Boogie»          | только во Франции | King Kong Groover           |
| 2000 | «Love Lies Bleeding»          | интернет-релиз    | N/A                         |

### Появления
- Animatronic (The Kovenant)

## Интересные факты
- Сингл Spaceman был продан за первую неделю полумиллионным тиражом.